# ピーター・ガブリエル IV
『ピーター・ガブリエル IV』(Peter Gabriel IV)は、イギリスのミュージシャン、ピーター・ガブリエルによるソロ4作目。彼のソロ・デビュー時から使われていた『Peter Gabriel』のアルバム・タイトル使用は本作で最後となる。『Peter Gabriel 4』、または『Security』とも呼ばれる。

## 概要
前作、『ピーター・ガブリエル III』の制作終了後、ピーターはインタビューで発言した。「私はある一つの音楽エリアに大きな興味を持っている。それは純粋にパーカッションとエレクトロニクスだけの基盤に立った音楽だ。今までの私の曲の幾つかはそのフォーマットに則っていないが、少し後には確実にそこにいくだろう。私が思うにはプリミティブ(原始的)エレクトロニクス・ミュージックは、1980年代に私が行こうと望んでいるところなのだ」「私は非ヨーロッパ音楽と古いタムラ(モータウン)のレコードを聴いている。それは発明の模範なのだ。私は曲を書き始める前に40か50のリズムを持っている。その内、20を漠然としたトラック・フォームに使い、12を様々なオーヴァー・ダブに使い、8つを最終的なミックスに使う。とても無駄なプロセスに思えるが、それが私の望むやり方なのだ。『ピーター・ガブリエル IV』ではフェアライトCMIでメインの音を作った。容易にライブ・サウンドを作ることができるからだ。それで私はサウンド・ライブラリーを創造しようと試みたんだ」。
本作は、こういった考えを基本に制作された作品であり、CMIやリンといったデジタル・プログラミングによるベーシック・トラックを基に、その上に彼のツアー・メンバーであるデヴィッド・ローズ（ギター）、トニー・レヴィン（ベース、スティック）、ジェリー・マロッタ（ドラム）、ラリー・ファスト（シンセサイザー）、ジョン・エリス（ギター）といった、いつもの面々によるサウンドを重ねて作られている。また、特筆すべき点は、本作ではコーラス・ワークにピーターの隣人でもあるバースの住人ピーター・ハミルがゲスト参加していることである。更に「ザ・リズム・オブ・ザ・ヒート」にはエコーメ・ダンス・カンパニーによるガーナ式のドラム・サウンドが取り入れられている。
ピーター・ガブリエルは、本作が発表される直前の1982年7月16日から18日の3日間にかけて行われた民俗音楽の祭典「ウォーマッド (WOMAD = World Of Music And Dance)」を発案し、ブリストルのオーディオ・マガジン『ザ・レコーダー』のスタッフでもあったトーマス・ブルーマン (同祭典のディレクター)と共にこの祭典の実現に力を貸している(ピーターは本誌の2号に1979年から1980年の貴重なライブ・テイクを提供している)。

## 収録曲
全作詞・作曲 : ピーター・ガブリエル
サイド1
1. 「ザ・リズム・オブ・ザ・ヒート」 - "The Rhythm of the Heat" 5:15
2. 「サン・ジャシント」 - "San Jacinto" 6:21
3. 「アイ・ハヴ・ザ・タッチ」 - "I Have the Touch" 4:30
4. 「ザ・ファミリー・アンド・ザ・フィッシング・ネット」 - "The Family and the Fishing Net" 7:08

サイド2
1. 「ショック・ザ・モンキー」 - "Shock the Monkey" 5:28
2. 「レイ・ユア・ハンズ・オン・ミー」 - "Lay Your Hands on Me" 6:03
3. 「ウォールフラワー」 - "Wallflower" 6:30
4. 「キス・オブ・ライフ」 - "Kiss of Life" 4:17

## パーソネル
- ピーター・ガブリエル - ボーカル、プログラミング&シークエンシング (1-6)、シンセサイザー、ピアノ (7)、スルド (1、8)、アディショナル・ドラム (2)
- トニー・レヴィン - ベース (1、6-8)、チャップマン・スティック (2-5)
- デヴィッド・ローズ - ギター (2-8)
- ジェリー・マロッタ - ドラム、パーカッション (1、5、6)
- ラリー・ファスト - シンセサイザー (1-5、7、8)、エレクトロニック・パーカッション (8)
- ジョン・エリス - バック・ボーカル (1、3、8)、ギター (2、4)
- ロベルト・ラネリ - サクソフォーン (4)
- モーリス・パート - ティンバルス (6)、パーカッション (8)
- ステファン・ペイン - プログラミング (4)
- デヴィッド・ロード - シンセサイザー (6、7)、ピアノ (7、8)
- ピーター・ハミル - バック・ボーカル (4、5、6)
- ジル・ガブリエル - バック・ボーカル (2)
- エコム・ダンス・カンパニー - ガーナイアン・ドラム (1)
- グレッグ・フルギンティ - マスタリング
- マルコム・ポインター - アルバム・アート

## チャート
| チャート（1982年）               | 最高順位 |
| -------------------------------- | -------- |
| アメリカ（Billboard 200）        | 28       |
| イギリス（全英アルバムチャート） | 6        |